# Fokker E.III
Le Fokker E.III était un avion de chasse monoplan haubané allemand de la Première Guerre mondiale fabriqué par les usines Fokker. 

## Historique
Le E.III est dérivé, tout comme le reste de la série des monoplans Fokker, du Fokker M5K. Il s'agissait de la version la plus courante de ce type d'appareils et il était le premier avion de chasse produit en série au monde à disposer d'une mitrailleuse synchronisée qui tirait à travers l'hélice, une technologie qui avait révolutionné la construction des avions de chasse et le combat aérien. Ce dispositif était un de ses avantages majeurs, car il permettait aux pilotes allemands de tirer sur les appareils ennemis tout en continuant à les viser. Sur les avions alliés de la même période, soit les mitrailleuses étaient installées plus en hauteur, ce qui n'était pas pratique pour ajuster le tir, soit elles tiraient aussi à travers le champ de l'hélice, mais de manière non synchronisée avec les pales. Dans ce dernier cas, une partie des balles percutaient inévitablement l'hélice et étaient déviées par des déflecteurs métalliques fixés à l'arrière des pales, mais le tir devenait imprécis et certaines balles étaient tellement déviées qu'elles présentaient un danger pour le pilote lui-même, qui se protégeait en se baissant durant le tir. Les hélices s'usaient également beaucoup plus vite.

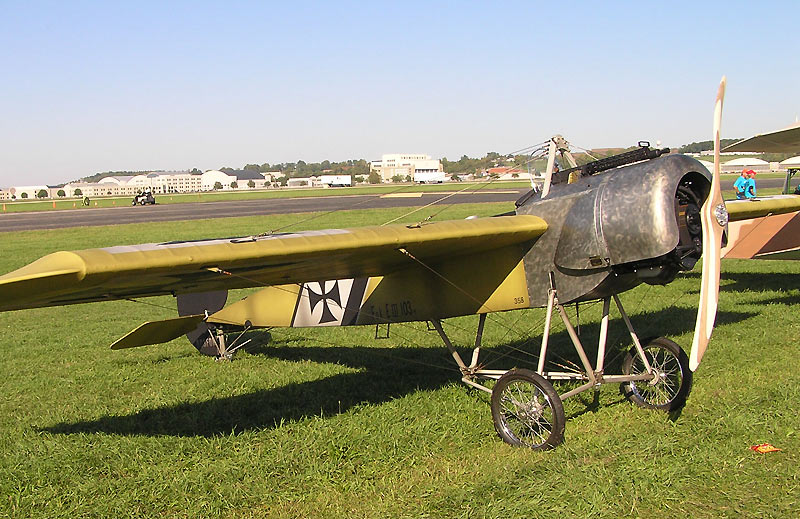
Réplique de Fokker E.III

Le premier vol de cet avion développé par Anthony Fokker eut lieu en 1915 et ils commencèrent à être livrés aux unités en août de la même année. Il connut un grand succès auprès des pilotes, qui attendaient avec impatience d'en être pourvus, et il était alors nettement supérieur aux appareils alliés qui parlèrent alors de Fokker Scourge, le "fléau Fokker". Entre septembre 1915 et août 1916, 258 exemplaires au total sortirent de l'usine de Schwerin et c'était alors le premier appareil arrivé en nombre suffisant sur le front pour constituer des unités homogènes de chasseurs, les Kampfeinsitzer Kommandos (KEK, en français "commandos de chasseurs monoplaces"). Le 10 août 1916, la première Jagdstaffel (escadrille de chasse) a été formée et elle était équipée de E.III. En dehors de l'armée allemande, le E.III équipait aussi l'armée austro-hongroise ainsi que l'armée ottomane. Cette dernière disposait de 22 exemplaires dont certains étaient basés à Beer-Sheva, en Palestine, tandis que d'autres participaient au Siège de Kut-el-Amara en Mésopotamie. C'est grâce à cet appareil que les as allemands Boelcke et Immelmann se distinguèrent en été 1915 et au printemps 1916. 
Les Fokkers ont permis aux aviateurs allemands de remporter de nombreuses batailles malgré leur gros défaut :  l'enrayement fréquent de l'arme. Ces avions ont été les pires ennemis des Anglais et des Français jusqu'en août 1916 où un sergent français réussit à capturer un appareil et mettre au point ce système pour les Français à l'aide de câble anglais. 
Au printemps 1916, Fokker tenta de perfectionner le type E en construisant le Fokker E.IV.

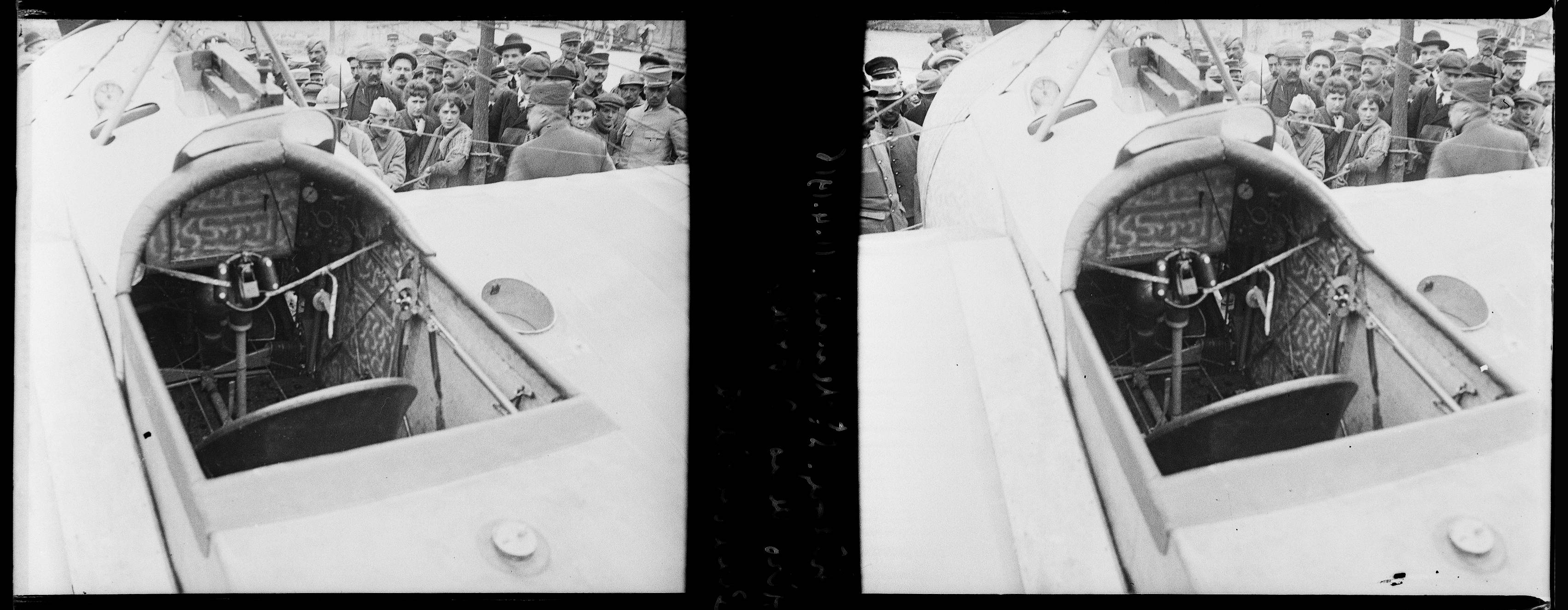
Le poste de pilotage, 1916,
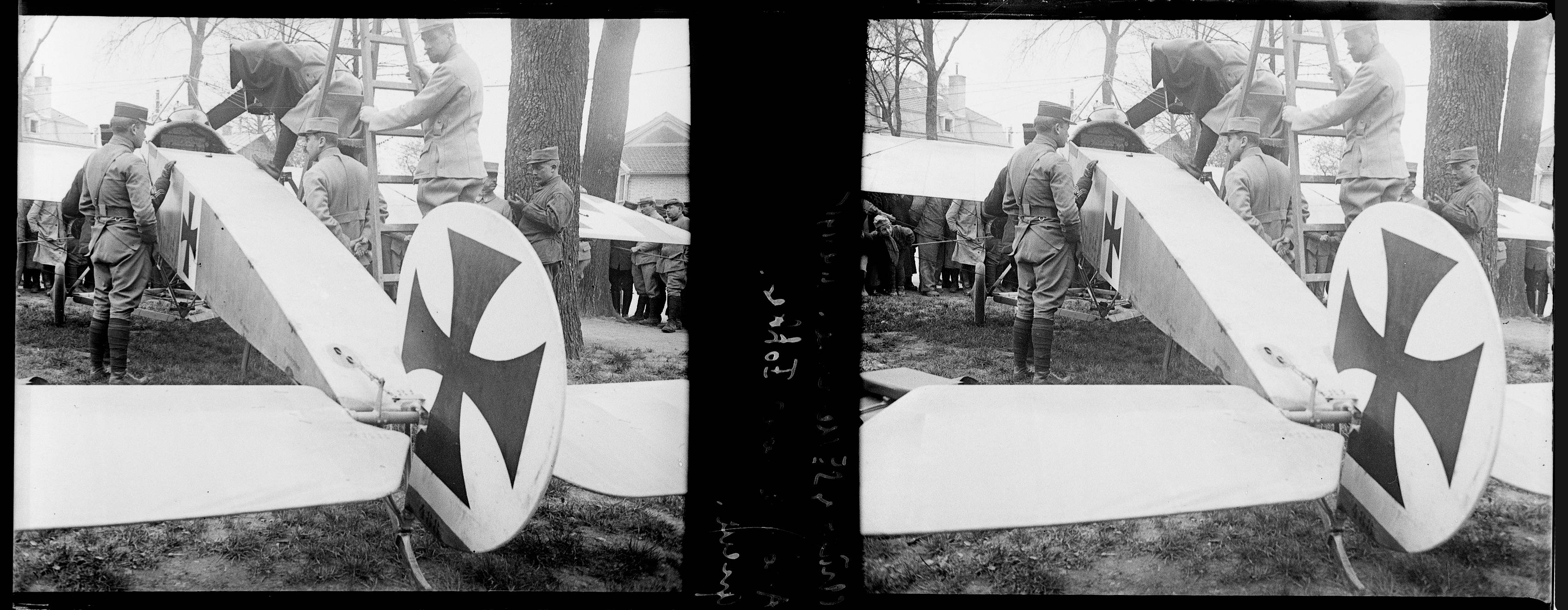
avion posé à Chalons,
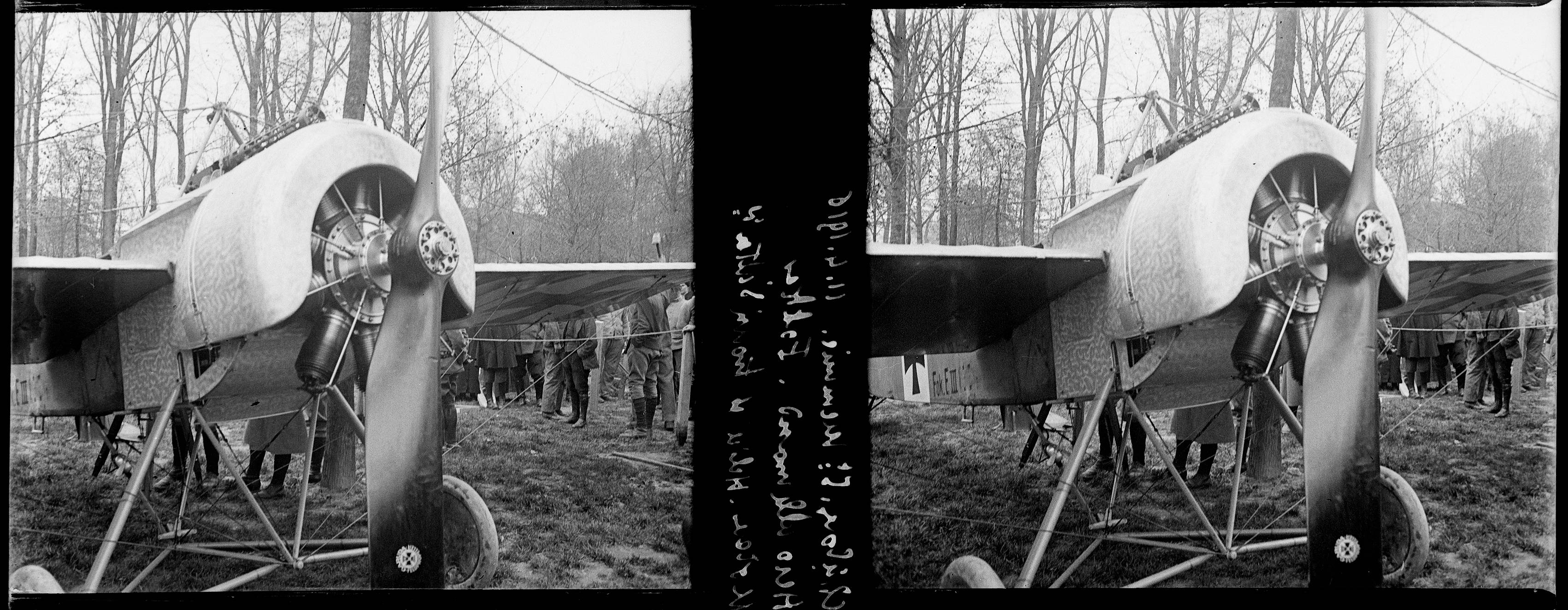
fonds Berthelé.